# Ralph Gregory
Ralph James Gregory (19 tháng 6 năm 1921 – 2002) là một cầu thủ bóng đá người Anh từng thi đấu ở vị trí tiền đạo cho Port Vale, Witton Albion, Congleton Town, và Stafford Rangers.

## Sự nghiệp thi đấu
Gregory ký hợp đồng chuyên nghiệp cùng với Port Vale vào tháng 8 năm 1944. Ông ghi bàn trong màn ra mắt ở Midland Cup, trận vòng loại ngày 14 tháng 4 năm 1945, với thất bại 2–1 trước Notts County tại Meadow Lane ngày 14 tháng 4 năm 1945. Ông tiếp tục thi đấu cho câu lạc bộ và lên đường nhập ngũ phục vụ ở Royal Marines trong Thế chiến thứ II. Ông được chuyển đến Witton Albion vào tháng 3 năm 1947, và sau đó thi đấu cho Congleton Town và Stafford Rangers.

## Thống kê
Nguồn:
| Câu lạc bộ | Mùa giải | Hạng đấu | Giải vô địch | Giải vô địch | Cúp FA  | Cúp FA    | Tổng    | Tổng      |
| Câu lạc bộ | Mùa giải | Hạng đấu | Số trận      | Bàn thắng    | Số trận | Bàn thắng | Số trận | Bàn thắng |
| ---------- | -------- | -------- | ------------ | ------------ | ------- | --------- | ------- | --------- |
| Port Vale  | 1945–46  | –        | 0            | 0            | 2       | 2         | 2       | 2         |